# Điện lưới thông minh

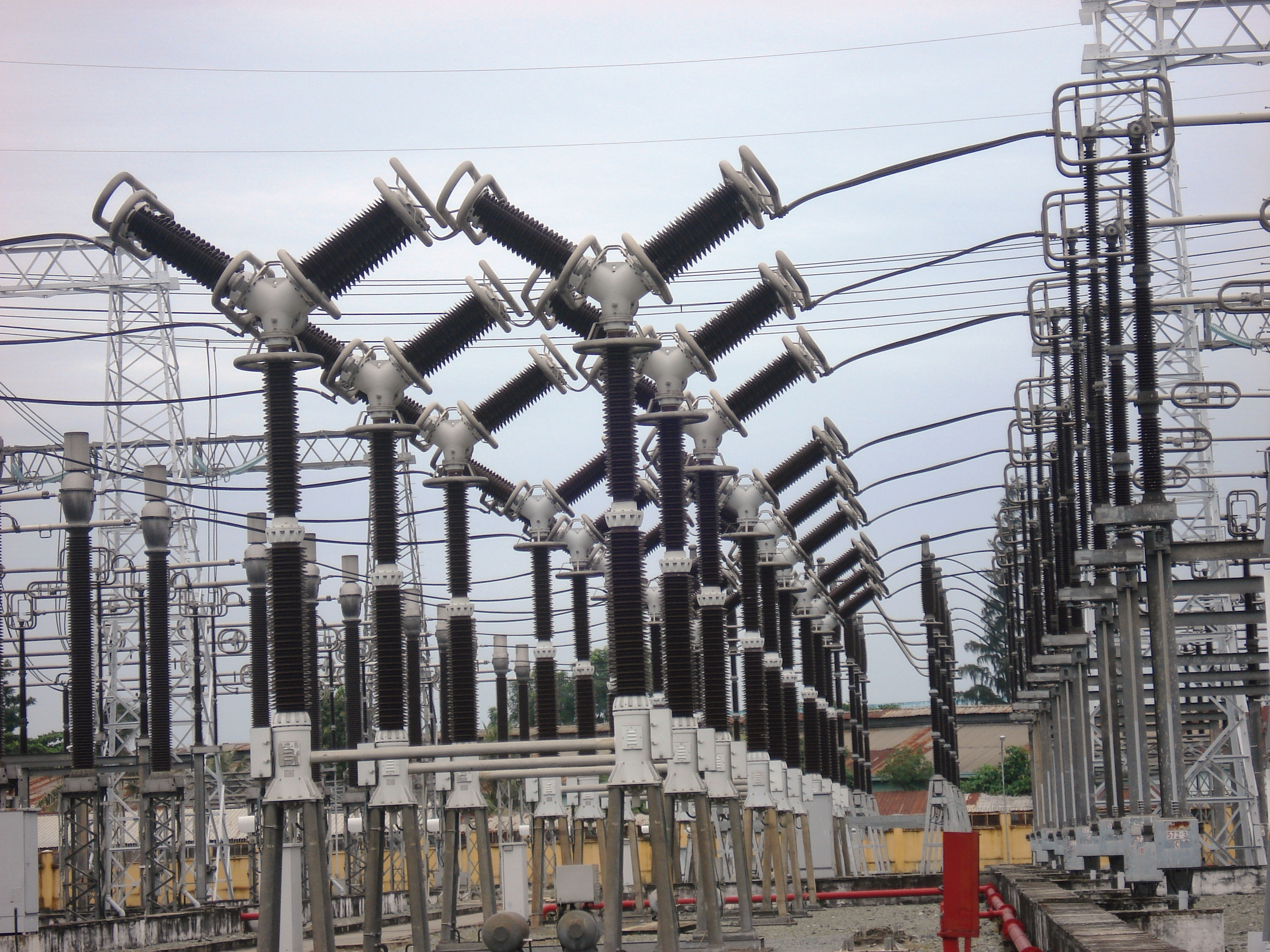
Mạng lưới điện

Mạng lưới điện thông minh là mạng lưới được hiện đại hóa để sử dụng hoặc áp dụng kỹ thuật số thông tin và công nghệ truyền thông để thu thập thông tin; chẳng hạn như thông tin về các hành vi sử dụng của các nhà cung cấp và người tiêu dùng - một cách tự động để nâng cao hiệu quả, độ tin cậy, kinh tế và tính bền vững của sản xuất và phân phối điện. máy điện điện tử và kiểm soát việc sản xuất và phân phối điện là những khía cạnh quan trọng của lưới điện thông minh.
Chính sách mạng lưới điện thông minh được tổ chức ở châu Âu như trong Diễn đàn Công nghệ châu Âu Chính sách của Hoa Kỳ được mô tả trong Bản mẫu:Usctc § 17381.

## Bối cảnh

### Lịch sử phát triển
Lần đầu tiên hệ thống dòng xoay lưới điện được cài đặt vào năm 1886. Vào thời điểm đó, lưới điện là một hệ thống đơn hướng tập trung của truyền tải điện điện, phân phối điện và điều khiển theo nhu cầu.
Trong thế kỷ 20 lưới địa phương đã tăng theo thời gian, và cuối cùng đã được kết nối với nhau vì lý do kinh tế và độ tin cậy. Vào những năm 1960, các lưới điện của các nước phát triển đã trở nên rất lớn, trưởng thành và liên quan lẫn nhau, với hàng ngàn nhà máy điện thế hệ 'trung tâm' phân phối điện cho các trung tâm phụ tải lớn qua đường dây điện công suất cao mà sau đó đã được phân nhánh và chia để cung cấp điện cho người sử dụng công nghiệp và trong nước nhỏ hơn trên toàn bộ khu vực cung cấp. Các topology của lưới điện năm 1960 là kết quả của các nền kinh tế mạnh mẽ về quy mô: than lớn, khí đốt và các nhà máy điện đốt dầu trong 1 GW (1000 MW) vào 3 quy mô GW vẫn được xác định là chi phí-hiệu quả, do các tính năng hiệu quả tăng cường có thể được chi phí hiệu quả chỉ khi các đài trở nên rất lớn.
Các nhà máy điện được vị trí chiến lược để được gần gũi với trữ lượng nhiên liệu hóa thạch (hoặc các hầm mỏ, giếng mình, hoặc người nào khác gần đường sắt, đường bộ hay đường cung cấp cổng). Địa điểm xây các đập thủy điện ở miền núi cũng ảnh hưởng mạnh mẽ cơ cấu của lưới điện mới nổi. Nhà máy điện hạt nhân đã được bố trí sẵn có của nước làm mát. Cuối cùng, nhiên liệu hóa thạch trạm điện -fired là ban đầu rất gây ô nhiễm và được định vị với nhau như xa như về kinh tế có thể từ các trung tâm dân số lần lưới điện phân phối cho phép nó. Vào cuối những năm 1960, lưới điện đạt đa số dân số của các nước phát triển, chỉ có khu vực xa trung tâm khu vực còn lại 'off-lưới'.
Đo điện năng tiêu thụ là cần thiết trên một cơ sở cho mỗi người sử dụng để cho phép thanh toán phù hợp theo (rất khác nhau) mức tiêu thụ của người dùng khác nhau. Do hạn chế của bộ sưu tập dữ liệu và khả năng xử lý trong các giai đoạn phát triển của lưới điện, sắp xếp cố định thuế quan được thường đưa ra, cũng như sắp xếp kép thuế quan, nơi quyền lực thời gian ban đêm được tính ở mức giá thấp hơn so với công suất ban ngày. Động lực cho sự sắp xếp kép thuế quan là nhu cầu ban đêm thấp hơn. Thuế kép làm cho có thể sử dụng chi phí thấp vào ban đêm điện trong các ứng dụng như việc duy trì ngân hàng nhiệt "mà phục vụ cho" mịn ra "nhu cầu hàng ngày, và giảm số lượng các tua-bin mà cần phải tắt điện qua đêm, qua đó cải thiện việc sử dụng và khả năng sinh lời của các cơ sở xuất và truyền tải. Các khả năng đo sáng của lưới điện năm 1960 có nghĩa là hạn chế công nghệ về mức độ mà các tín hiệu giá có thể được truyền qua hệ thống.
Qua những năm 1970 đến những năm 1990, nhu cầu ngày càng tăng dẫn đến tăng số lượng các nhà máy điện. Trong một số khu vực, cung cấp điện, đặc biệt là vào giờ cao điểm, không thể theo kịp với nhu cầu này, dẫn đến nghèo chất lượng điện năng bao gồm cả mất điện, cắt điện, và sụt áp. Càng ngày, điện là nhờ vào sự cho ngành công nghiệp, hệ thống sưởi, thông tin liên lạc, điện chiếu sáng, và vui chơi giải trí, và người tiêu dùng đòi hỏi mức độ ngày càng cao, độ tin cậy.
Đến cuối thế kỷ 20, mô hình nhu cầu điện được xây dựng, nước nóng và điều hòa không khí dẫn đến điểm hàng ngày nhu cầu đã được đáp ứng bởi một mảng của 'đạt đỉnh máy phát điện "đó sẽ chỉ được bật lên trong thời gian ngắn mỗi ngày. Việc sử dụng tương đối thấp của các máy phát điện đạt đỉnh (thường, tua bin khí được sử dụng do chi phí vốn tương đối thấp hơn và nhanh hơn thời gian khởi động), cùng với khả năng dự phòng cần thiết trong lưới điện, dẫn đến chi phí cao cho các công ty điện, trong đó đã được thông qua vào trong các hình thức thuế tăng. Trong thế kỷ 21, một số nước đang phát triển như Trung Quốc, Ấn Độ và Brazil được coi là người tiên phong triển khai lưới điện thông minh.

### Cơ hội hiện đại hóa
Từ đầu thế kỷ thứ 21, cơ hội để tận dụng lợi thế của những cải tiến trong công nghệ truyền thông điện tử để giải quyết những hạn chế và chi phí của các lưới điện đã trở nên rõ ràng. Hạn chế công nghệ về đo sáng không còn ép giá điện cao điểm để được tính trung bình ra và chuyển cho tất cả người tiêu dùng như nhau. Song song đó, mối quan tâm ngày càng tăng về thiệt hại môi trường từ các nhà máy điện đốt hóa thạch đã dẫn đến một mong muốn sử dụng một lượng lớn năng lượng tái tạo. Hình thức chi phối như năng lượng gió và năng lượng mặt trời là rất khác nhau, và do đó nhu cầu về hệ thống điều khiển phức tạp hơn trở nên rõ ràng, để thuận lợi cho việc kết nối các nguồn cho lưới điện cao nếu không kiểm soát được điện từ các tế bào quang điện (và một ít mức độ tuabin gió) cũng đã, đáng kể, gọi vào câu hỏi cấp thiết đối, các nhà máy điện tập trung lớn. Các chi phí giảm xuống nhanh chóng chỉ ra một sự thay đổi lớn từ các cấu trúc liên kết mạng lưới tập trung vào một trong đó là phân bố rất cao, với sức mạnh đang được cả hai tạo ra và tiêu thụ ngay tại các giới hạn của lưới điện. Cuối cùng, mối quan tâm ngày càng tăng về khủng bố tấn công ở một số nước đã dẫn đến các cuộc gọi cho một mạng lưới năng lượng mạnh mẽ hơn mà ít phụ thuộc vào các nhà máy điện tập trung được coi là mục tiêu tấn công tiềm năng.

### Định nghĩa về "mạng lưới thông minh"
Một yếu tố chung cho hầu hết các định nghĩa là các ứng dụng xử lý kỹ thuật số và truyền thông cho lưới điện, làm cho luồng dữ liệu và quản lý thông tin trung tâm của lưới điện thông minh. Khả năng khác nhau là kết quả từ việc sử dụng tích hợp sâu sắc của công nghệ kỹ thuật số với lưới điện, và tích hợp các thông tin lưới mới chảy vào các quá trình tiện ích và hệ thống là một trong những vấn đề quan trọng trong các thiết kế của lưới điện thông minh. Tiện ích điện bây giờ thấy mình làm ba lớp học của biến đổi: cải thiện cơ sở hạ tầng, gọi là lưới mạnh mẽ ở Trung Quốc; Ngoài các lớp kỹ thuật số, đó là bản chất của lưới điện thông minh; và chuyển đổi quy trình kinh doanh, cần thiết để tận dụng các khoản đầu tư vào công nghệ thông minh. Phần lớn các công việc hiện đại hóa đã được diễn ra trong hiện đại hóa lưới điện, đặc biệt là trạm biến áp phân phối và tự động hóa, hiện được đưa vào các khái niệm chung của lưới điện thông minh, nhưng khả năng bổ sung được phát triển là tốt.

### Đổi mới công nghệ
Công nghệ lưới điện thông minh nổi lên từ nỗ lực trước việc sử dụng điện tử điều khiển, đo và giám sát. Trong những năm 1980, đồng hồ đọc tự động được sử dụng để giám sát tải trọng từ các khách hàng lớn, và phát triển thành các cơ sở hạ tầng nâng cao Metering của những năm 1990, có thể lưu trữ mét cách điện được sử dụng vào những thời điểm khác nhau trong ngày. Đo thông minh thêm thông tin liên lạc liên tục để giám sát có thể được thực hiện trong thời gian thực và có thể được sử dụng như là một cửa ngõ để đáp ứng nhu cầu thiết bị -aware và "ổ cắm thông minh" trong nhà. Hình thức đầu của như quản lý phía cầu công nghệ là nhu cầu năng động, các thiết bị nhận biết rằng cảm nhận một cách thụ động tải trên lưới điện bằng cách theo dõi sự thay đổi tần số nguồn cung cấp điện. Các thiết bị như công nghiệp trong nước và điều hòa không khí, tủ lạnh và máy sưởi điều chỉnh chu kỳ nhiệm vụ của mình để tránh kích hoạt trong thời gian lưới điện đã bị một tình trạng cao điểm. Bắt đầu từ năm 2000, Dự án Telegestore Ý là người đầu tiên mạng với số lượng lớn (27 triệu USD) của nhà sử dụng công tơ thông minh kết nối thông qua băng thông thấp truyền dòng điện.. Một số thí nghiệm sử dụng các hạn băng thông rộng qua đường dây điện (BPL), trong khi những người khác sử dụng công nghệ không dây như mạng lưới quảng bá cho các kết nối đáng tin cậy hơn với các thiết bị khác nhau trong nhà cũng như các hỗ trợ đo sáng của các tiện ích khác như khí đốt và nước.
Giám sát và đồng bộ của các mạng diện rộng đã cách mạng hóa trong những năm đầu thập niên 1990 khi các quản lý năng lực Bonneville mở rộng nghiên cứu lưới điện thông minh của mình với nguyên mẫu cảm biến có khả năng phân tích rất nhanh chóng của các dị thường trong chất lượng điện trên khu vực địa lý rất lớn. Đỉnh điểm của việc này là các hệ thống đo lường đầu tiên hoạt động Wide Area (WAMS) vào năm 2000. Các quốc gia khác đang nhanh chóng tích hợp công nghệ này - Trung Quốc sẽ có một hệ thống WAMS quốc gia toàn diện khi kế hoạch kinh tế 5 năm hiện nay của nó là hoàn toàn vào năm 2012
Việc triển khai đầu tiên của mạng lưới thông minh bao gồm các hệ thống Ý Telegestore (2005), các mạng lưới của Austin, Texas (từ năm 2003), và lưới điện thông minh ở Boulder, Colorado (2008). Xem Việc triển khai và triển khai thử dưới đây.

## Đặc điểm
Lưới điện thông minh đại diện cho toàn bộ các phản ứng hiện tại và đề xuất với các thách thức cung cấp điện. Do sự đa dạng của các yếu tố có rất nhiều nguyên tắc phân loại cạnh tranh và không có thỏa thuận về một định nghĩa phổ quát. Tuy nhiên, một loại có thể được đưa ra ở đây.

### Độ bền
Lưới điện thông minh sẽ sử dụng các công nghệ, chẳng hạn như ước lượng trạng thái, giúp cải thiện việc phát hiện lỗi và cho phép tự phục hồi của mạng mà không cần sự can thiệp của kỹ thuật viên. Điều này sẽ đảm bảo nguồn cung cấp đáng tin cậy hơn của điện và giảm tổn thương với các thảm họa tự nhiên hoặc tấn công.
Mặc dù nhiều tuyến đường được coi là một tính năng của lưới điện thông minh, lưới điện cũ cũng đặc trưng nhiều tuyến đường. Dòng điện ban đầu trong lưới điện được xây dựng bằng cách sử dụng một mô hình vòng tròn, kết nối sau đó được đảm bảo thông qua nhiều tuyến đường, được gọi là một cấu trúc mạng. Tuy nhiên, điều này tạo ra một vấn đề mới: nếu dòng chảy hiện tại hoặc tác động liên quan trên mạng vượt quá giới hạn của bất kỳ phần tử mạng đặc biệt, nó có thể thất bại, và hiện tại sẽ được dồn ép để các phần tử mạng khác, mà cuối cùng cũng có thể thất bại, gây ra một hiệu ứng domino. Xem cúp điện. Một kỹ thuật để ngăn chặn điều này là tải đổ của cán màn hoặc giảm điện áp (brownout).

### Tính linh hoạt
Truyền tải thế hệ mới và cơ sở hạ tầng phân phối sẽ có thể tốt hơn để xử lý tốt dòng chảy năng lượng bidirection, cho phép hệ phân phối như từ các tấm pin quang điện xây dựng mái nhà, mà còn sử dụng các tế bào nhiên liệu, sạc đến / từ pin của xe điện, gió tuabin, bơm thủy điện, và các nguồn khác.
Lưới cổ điển được thiết kế cho dòng một chiều điện, nhưng nếu một phụ mạng địa phương tạo ra nhiều năng lượng hơn là tiêu thụ, các dòng chảy ngược có thể nêu các vấn đề an toàn và độ tin cậy. Một lưới điện thông minh nhằm mục đích quản lý các tình huống.

### Hiệu quả
Nhiều đóng góp để cải thiện tổng thể về hiệu quả của cơ sở hạ tầng năng lượng được dự đoán từ việc triển khai các công nghệ lưới điện thông minh, đặc biệt bao gồm cả quản lý về phía cầu, ví dụ như tắt máy điều hòa không khí trong gai ngắn hạn trong giá điện, giảm điện áp khi có thể vào đường dây phân phối thông qua Voltage / VAR Optimization (VVO), loại bỏ xe bánh cuốn cho đồng hồ đọc, và giảm xe tải cuộn bằng cách cải thiện quản lý mất điện sử dụng dữ liệu từ các hệ thống cơ sở hạ tầng nâng cao Metering. Hiệu quả tổng thể là ít sự thừa trong truyền tải và phân phối các dòng, và sử dụng nhiều hơn các máy phát điện, dẫn đến giá điện thấp hơn.

#### Điều chỉnh tải
Tổng tải trọng kết nối với lưới điện có thể thay đổi đáng kể theo thời gian. Mặc dù tổng tải trọng là tổng hợp của nhiều sự lựa chọn cá nhân của khách hàng, tải tổng thể không phải là một ổn định, độ khác nhau chậm, tăng tải trọng nếu một phổ biến bắt đầu chương trình truyền hình và hàng triệu TV sẽ vẽ hiện ngay lập tức. Theo truyền thống, để đáp ứng với sự gia tăng nhanh chóng trong tiêu thụ điện năng, nhanh hơn so với thời gian khởi động của một máy phát điện lớn, một số máy phát điện dự phòng được đặt trên một chế độ chờ tiêu tán.Một lưới điện thông minh có thể cảnh báo tất cả các máy thu hình cá nhân, hoặc một khách hàng lớn hơn, để giảm tải tạm thời (để có thời gian khởi động máy phát điện lớn hơn) hoặc liên tục (trong trường hợp các nguồn lực hạn chế). Sử dụng thuật toán dự đoán toán học có thể dự đoán được bao nhiêu máy phát điện dự phòng cần phải được sử dụng, để đạt được một tỷ lệ thất bại nhất định. Trong lưới truyền thống, tỷ lệ thất bại chỉ có thể được giảm mức chi phí của máy phát điện dự phòng hơn. Trong một lưới điện thông minh, việc giảm tải bởi dù một phần rất nhỏ của các khách hàng có thể loại bỏ các vấn đề.

#### Đỉnh cắt giảm / san lấp mặt bằng và thời điểm định giá sử dụng
Để giảm nhu cầu trong suốt thời gian sử dụng cao điểm giá cao, truyền thông và công nghệ đo sáng thông các thiết bị thông minh trong nhà và kinh doanh khi nhu cầu năng lượng cao và theo dõi bao nhiêu điện năng được sử dụng và khi nó được sử dụng. Nó cũng cung cấp cho các công ty tiện ích có khả năng giảm tiêu thụ bằng cách giao tiếp với các thiết bị trực tiếp để ngăn ngừa quá tải hệ thống. Ví dụ sẽ là một tiện ích làm giảm việc sử dụng của một nhóm các xe điện trạm sạc hoặc chuyển bộ nhiệt độ điểm của điều hòa không khí ở thành phố. Để thúc đẩy họ phải cắt giảm sử dụng và thực hiện những gì được gọi là cắt giảm cao điểm hoặc san lấp mặt bằng cao, giá điện đang tăng lên trong thời kỳ cao điểm, giảm trong giai đoạn cao thấp. [ 7 ] Người ta cho rằng người tiêu dùng và các doanh nghiệp sẽ có xu hướng tiêu thụ ít hơn trong thời kỳ nhu cầu cao nếu nó có thể cho người tiêu dùng và các thiết bị tiêu dùng nhận thức được sự cao giá cao cho việc sử dụng điện ở thời kỳ cao điểm. Điều này có thể có nghĩa là làm cho thương mại-offs như đi xe đạp trên / tắt điều hòa không khí hoặc chạy các món ăn tại 09:00 thay vì 17:00. Khi các doanh nghiệp và người tiêu dùng nhìn thấy một lợi ích kinh tế trực tiếp của việc sử dụng năng lượng tại thời điểm cao điểm, về lý thuyết thì họ sẽ bao gồm chi phí năng lượng của hoạt động vào các quyết định thiết bị và xây dựng nhà tiêu dùng của họ và do đó trở thành năng lượng hiệu quả hơn. Xem Thời gian đo ngày và đáp ứng nhu cầu.

### Tính bền vững
Sự linh hoạt cải tiến của lưới điện thông minh cho phép thâm nhập lớn hơn các nguồn năng lượng tái tạo thay đổi rất lớn như năng lượng mặt trời và năng lượng gió, thậm chí không có thêm các lưu trữ năng lượng. Cơ sở hạ tầng mạng hiện tại không được xây dựng để cho phép nhiều điểm thức ăn trong phân phối, và thường thậm chí nếu một số thức ăn ở được cho phép tại địa phương (phân phối) cấp, các cơ sở hạ tầng truyền dẫn cấp không thể chứa nó. Biến động nhanh chóng trong hệ phân phối, chẳng hạn như do thời tiết nhiều mây hoặc có gió, những thách thức lớn hiện nay để các kỹ sư điện, những người cần để đảm bảo mức năng lượng ổn định thông qua việc thay đổi đầu ra của máy phát điện có thể điều khiển nhiều như tua bin khí và máy phát thủy điện. Công nghệ lưới điện thông minh là một điều kiện cần thiết đối với số tiền rất lớn của điện tái tạo trên lưới điện vì lý do này.

### Thị trường cho phép
Lưới điện thông minh cho phép giao tiếp giữa hệ thống các nhà cung cấp (giá năng lượng của họ) và người tiêu dùng (sẵn lòng chi trả của họ), và cho phép cả các nhà cung cấp và người tiêu dùng được linh hoạt hơn và phức tạp trong chiến lược hoạt động của họ. Chỉ có tải trọng sẽ phải trả giá năng lượng đỉnh cao, và người tiêu dùng sẽ có thể có chiến lược hơn trong khi họ sử dụng năng lượng. Máy phát điện linh hoạt hơn sẽ có thể bán năng lượng chiến lược cho lợi nhuận tối đa, trong khi máy phát không linh hoạt như các tuabin hơi tải nền và tua-bin gió sẽ nhận được một mức thuế khác nhau dựa trên mức độ nhu cầu và tình trạng của các máy phát điện khác hiện đang hoạt động. Hiệu quả tổng thể là một dấu hiệu cho thấy hiệu quả năng lượng giải thưởng, và tiêu thụ năng lượng đó là nhạy cảm với những hạn chế thời gian khác nhau của các nguồn cung cấp. Ở cấp độ trong nước, các thiết bị với một mức độ lưu trữ năng lượng hoặc khối lượng nhiệt (như tủ lạnh, nhiệt ngân hàng, và máy bơm nhiệt) sẽ được đặt để 'chơi' thị trường và tìm cách giảm thiểu chi phí năng lượng bằng cách thích ứng nhu cầu thấp hơn lại đến thời gian hỗ trợ chi phí năng lượng. Đây là một phần mở rộng của giá năng lượng kép thuế quan được đề cập ở trên.

#### Đáp ứng nhu cầu hỗ trợ
Đáp ứng nhu cầu hỗ trợ cho phép máy phát điện và tải để tương tác trong một thời trang tự động trong thời gian thực, điều phối nhu cầu để san bằng gai. Loại bỏ các phần của nhu cầu đó xảy ra trong những gai loại bỏ chi phí thêm máy phát điện dự phòng, giảm hao mòn và tăng tuổi thọ của thiết bị, và cho phép người dùng cắt giảm hóa đơn năng lượng của họ bằng cách nói với các thiết bị ưu tiên thấp để sử dụng năng lượng chỉ khi nó là giá rẻ nhất 
Hiện nay, hệ thống lưới điện có mức độ khác nhau của truyền thông trong hệ thống điều khiển cho các tài sản có giá trị cao của họ, chẳng hạn như trong nhà máy phát điện, đường dây tải điện, trạm biến áp và sử dụng năng lượng lớn. Trong thông tin chung chảy một chiều, từ người sử dụng và tải trọng mà họ kiểm soát lại cho các tiện ích. Các tiện ích cố gắng để đáp ứng các nhu cầu và thành công hay thất bại ở những mức độ khác nhau (brownout, màn cuốn, màn không kiểm soát được). Tổng số tiền của nhu cầu điện năng của người sử dụng có thể có một rất rộng phân bố xác suất mà đòi hỏi các nhà máy phát điện dự phòng trong chế độ chờ để đáp ứng với việc sử dụng năng lượng thay đổi nhanh chóng. Điều này dòng chảy một chiều của thông tin là tốn kém; có thể được yêu cầu 10% cuối cùng của công suất phát của ít nhất là 1% thời gian, và sụt áp và cúp có thể tốn kém cho người tiêu dùng.
Độ trễ của dòng dữ liệu là một mối quan tâm lớn, với một số kiến trúc bị đo thông minh đầu cho phép thực nhất trong 24 giờ chậm trễ trong việc tiếp nhận các dữ liệu, ngăn chặn bất kỳ phản ứng có thể bằng hoặc cung cấp hoặc yêu cầu thiết bị.

#### Nền tảng cho các dịch vụ tiên tiến
Cũng như các ngành khác, sử dụng các thông tin liên lạc hai chiều mạnh mẽ, cảm biến tiên tiến và công nghệ điện toán phân phối sẽ nâng cao hiệu quả, độ tin cậy và an toàn của các giao quyền lực và sử dụng. Nó cũng mở ra tiềm năng cho các dịch vụ hoàn toàn mới hoặc cải tiến về cái hiện có, chẳng hạn như giám sát cháy và báo động mà có thể tắt điện, thực hiện cuộc gọi điện thoại đến các dịch vụ khẩn cấp, vv

#### Giám sát, kiểm soát
Số lượng dữ liệu cần thiết để thực hiện giám sát và các thiết bị chuyển mạch của một người ra khỏi hệ thống là rất nhỏ so với đã đạt thậm chí ngôi nhà từ xa để hỗ trợ thoại, an ninh, Internet và truyền hình dịch vụ. Nhiều nâng cấp băng thông mạng lưới thông minh đã được thanh toán bởi quá cung cũng để hỗ trợ các dịch vụ tiêu dùng, và trợ cấp các thông tin liên lạc với các dịch vụ năng lượng có liên quan hoặc trợ cấp cho các dịch vụ năng lượng liên quan, chẳng hạn như tỷ lệ cao hơn trong giờ cao điểm, với thông tin liên lạc. Điều này đặc biệt đúng nơi chính phủ đang có cả hai bộ các dịch vụ như là một độc quyền nào. Bởi vì quyền lực và thông tin liên lạc các công ty nói chung là doanh nghiệp thương mại riêng biệt ở Bắc Mỹ và châu Âu, nó đã yêu cầu chính phủ đáng kể và lớn nhà cung cấp nỗ lực để khuyến khích các doanh nghiệp khác nhau để hợp tác. Một số, như Cisco, thấy nhiều cơ hội trong việc cung cấp các thiết bị cho người tiêu dùng rất giống với những người mà họ đã từ lâu đã được cung cấp cho các ngành công nghiệp. Những người khác, như Silver Spring Networks hoặc Google, là nhà tích hợp dữ liệu thay hơn các nhà cung cấp thiết bị. Trong khi các tiêu chuẩn kiểm soát điện AC cho mạng powerline sẽ là phương tiện chính của giao tiếp giữa các thiết bị lưới điện và nhà thông minh, các bit có thể không đạt được các nhà thông qua băng thông rộng qua điện Lines (BPL) ban đầu nhưng do không dây cố định.

## Công nghệ
Phần lớn các công nghệ lưới điện thông minh đã được sử dụng trong các ứng dụng khác như sản xuất và viễn thông và được thích nghi để sử dụng trong các hoạt động lưới. Nhìn chung, công nghệ lưới điện thông minh có thể được nhóm lại thành năm lĩnh vực chính:

### Truyền thông hợp nhất
Một số thông tin liên lạc luôn được cập nhật, nhưng không đồng nhất, vì họ đã được phát triển trong một thời trang gia tăng và không tích hợp đầy đủ. Trong hầu hết các trường hợp, dữ liệu được thu thập thông qua modem chứ không phải là kết nối mạng trực tiếp. Các lĩnh vực cần cải tiến bao gồm: tự động hóa trạm biến áp, đáp ứng nhu cầu, tự động phân phối, điều khiển giám sát và thu thập dữ liệu (SCADA), hệ thống quản lý năng lượng, mạng lưới không dây và các công nghệ khác, thông tin liên lạc nhà cung cấp điện đường dây và sợi quang học  Truyền thông hợp nhất sẽ cho phép thời gian thực kiểm soát, thông tin và trao đổi dữ liệu để tối ưu hóa độ tin cậy của hệ thống, sử dụng tài sản, và an ninh.

### Cảm biến và đo lường
Nhiệm vụ cốt lõi được đánh giá tắc nghẽn và sự ổn định lưới điện, thiết bị theo dõi sức khỏe, phòng chống trộm cắp năng lượng, và các chiến lược kiểm soát hỗ trợ. Công nghệ bao gồm: bộ vi xử lý tiên tiến mét (đo thông minh) và các thiết bị đồng hồ đọc, hệ thống giám sát diện rộng, giá dòng năng động (thường dựa trên các bài đọc trực tuyến bằng cảm biến nhiệt độ phân phối kết hợp với thời gian thực giá nhiệt (RTTR) hệ thống), đo chữ ký điện / phân tích, thời gian sử dụng và công cụ định giá theo thời gian thực, chuyển mạch tiên tiến và cáp điện, công nghệ phát thanh tán xạ, và Digital rơ le bảo vệ.

#### Đo thông minh
Một lưới điện thông minh thường thay thế mét cơ khí tương tự với mét kỹ thuật số sử dụng bản ghi trong thời gian thực. Thường thì công nghệ này được gọi là cơ sở hạ tầng nâng cao Metering (AMI) từ năm mét một mình là không hữu ích trong và của chính mình và cần phải được cài đặt cùng với một số loại hình cơ sở hạ tầng thông tin liên lạc để có được các dữ liệu về các tiện ích (dây cáp, WiFi., hãng di động, hoặc điện-line). nâng cao cơ sở hạ tầng đo sáng có thể cung cấp một đường truyền thông mở rộng từ các nhà máy phát điện trên một kết thúc tất cả các cách để kết thúc-sử dụng tiêu thụ điện trong gia đình và các doanh nghiệp. Các thiết bị tiêu thụ sử dụng cuối cùng có thể bao gồm các cửa hàng, (ổ cắm thông minh) và các thiết bị lưới điện-kích hoạt thông minh khác như máy nước nóng và các thiết bị như máy điều nhiệt. Tùy thuộc vào các chương trình tiện ích, khách hàng có thể liên lạc hoặc các thiết bị có thể được tắt hoặc đã thiết lập của họ biến đổi tự động trong thời gian cao điểm.

#### Đơn vị đo lường phasor
Cảm biến tốc độ cao được gọi là các BQLDA phân phối thông qua mạng truyền dẫn có thể được sử dụng để theo dõi trạng thái của hệ thống điện. Ban QLDA có thể lấy số đo theo tỷ giá lên đến 30 lần mỗi giây., Đó là nhanh hơn nhiều so với tốc độ hiện tại SCADA công nghệ. Phasors là đại diện của các cường độ và pha của điện áp xoay chiều tại một điểm trong mạng. Trong những năm 1980, nó đã nhận ra rằng các xung đồng hồ từ hệ thống định vị toàn cầu (GPS) vệ tinh có thể cung cấp tín hiệu thời gian rất chính xác để các thiết bị trong lĩnh vực này, cho phép đo lường sự khác biệt góc pha điện áp trên khoảng cách rộng. Nghiên cứu cho thấy rằng với số lượng lớn của các BQLDA và khả năng so sánh góc pha điện áp tại các điểm chính trên lưới điện, hệ thống tự động có thể cách mạng hóa việc quản lý các hệ thống năng lượng bằng cách đáp ứng các điều kiện hệ thống trong một thời trang năng động, nhanh chóng
Một hệ thống đo lường diện rộng (WAMS) là một mạng lưới của Ban QLDA có thể cung cấp theo thời gian thực trên quy mô khu vực và quốc gia Nhiều người trong cộng đồng các hệ thống điện kỹ thuật tin rằng màn Đông Bắc năm 2003 có thể đã được ngăn chặn để một khu vực nhỏ hơn nhiều nếu một mạng lưới đo phasor diện rộng đã được đưa ra

### Các thành phần chi tiết khác
Những đổi mới trong chất siêu dẫn, khả năng chịu lỗi, lưu trữ, điện tử công suất, và chẩn đoán các thành phần được thay đổi khả năng cơ bản và đặc điểm của lưới. Công nghệ trong các loại rộng R & D bao gồm: các thiết bị linh hoạt xoay chiều hệ thống truyền tải, điện áp cao trực tiếp hiện nay, đầu tiên và thứ hai thế hệ dây siêu dẫn nhiệt độ cao cáp siêu dẫn, thế năng lượng phân tán và các thiết bị lưu trữ, dẫn composite, và các thiết bị "thông minh".

#### Kiểm soát dòng điện phân phối
Thiết bị điều khiển dòng điện kẹp vào hiện đường dây truyền tải để kiểm soát dòng chảy của năng lượng bên trong. Đường dây tải điện được kích hoạt với các thiết bị hỗ trợ như sử dụng nhiều hơn năng lượng tái tạo bằng cách cung cấp phù hợp, kiểm soát thời gian thực qua cách thức năng lượng đó được định tuyến trong mạng lưới. Công nghệ này cho phép lưới điện để lưu trữ hiệu quả hơn năng lượng liên tục từ năng lượng tái tạo để sử dụng sau này

#### Điện thông minh sử dụng linh kiện cao cấp
Điện thông minh là một khái niệm phù hợp với sản xuất điện với nhu cầu sử dụng nhiều máy phát điện giống hệt nhau mà có thể bắt đầu, dừng lại và hoạt động hiệu quả ở lựa chọn của tải trọng, độc lập của những người khác, làm cho chúng phù hợp với tải cơ sở và đạt đỉnh phát điện. ết hợp cung nhu cầu, được gọi là cân bằng tải, là điều cần thiết cho một nguồn cung cấp ổn định và đáng tin cậy của điện. Độ lệch ngắn hạn dẫn trước cân bằng với sự thay đổi tần số và một kết quả không phù hợp kéo dài trong mất điện. Người điều khiển hệ thống truyền tải điện được tính với nhiệm vụ cân bằng, phù hợp với sản lượng điện của tất cả các máy phát điện cho các phụ tải của họ lưới điện. Các nhiệm vụ cân bằng tải đã trở thành thách thức hơn nhiều như máy phát điện ngày càng liên tục và biến như tua bin gió và pin mặt trời được bổ sung vào lưới điện, buộc các nhà sản xuất khác để thích ứng với sản lượng của họ thường xuyên hơn đã được yêu cầu trong quá khứ.
Hai ổn định lưới điện động đầu tiên các nhà máy điện sử dụng các khái niệm đã được đặt hàng bởi Elering và sẽ được xây dựng bởi Wärtsilä trong Kiisa, Estonia (Nhà máy điện Kiisa). Mục đích của họ là để "cung cấp khả năng phát động để đáp ứng giảm đột ngột và bất ngờ trong việc cung cấp điện." Họ đang lên kế hoạch để sẵn sàng trong suốt năm 2013 và 2014, tổng sản lượng của họ sẽ là 250 MW

### Điều khiển tiên tiến
Hệ thống điện tự động hóa cho phép chẩn đoán nhanh và chính xác các giải pháp để gián đoạn lưới cụ thể hoặc cúp. Những công nghệ này dựa vào và đóng góp cho mỗi trong bốn lĩnh vực chủ chốt khác. Ba loại công nghệ cho các phương pháp điều khiển tiên tiến là: đại lý phân phối thông minh (hệ thống điều khiển), các công cụ phân tích (các thuật toán phần mềm và máy tính tốc độ cao), và các ứng dụng hoạt động (SCADA, tự động hóa trạm biến áp, đáp ứng nhu cầu, vv). Sử dụng trí thông minh nhân tạo các kỹ thuật lập trình, Phúc Kiến lưới điện ở Trung Quốc đã tạo ra một hệ thống bảo vệ khu vực rộng mà là nhanh chóng có thể tính toán chính xác một chiến lược kiểm soát và thực hiện nó. Các Giám sát điện áp ổn định & Control (VSMC) phần mềm sử dụng độ nhạy dựa trên kế tiếp lập trình tuyến tính phương pháp đáng tin cậy để xác định các giải pháp điều khiển tối ưu.

### Giao diện được cải thiện
Hệ thống thông tin giảm độ phức tạp để điều hành và quản lý có các công cụ để có hiệu quả và hiệu quả hoạt động một mạng lưới với một số lượng ngày càng tăng của biến. Công nghệ bao gồm các kỹ thuật hình dung rằng giảm số lượng lớn các dữ liệu sang định dạng hình ảnh dễ hiểu, các hệ thống phần mềm cung cấp nhiều tùy chọn khi hành động hệ thống điều hành được yêu cầu, và mô phỏng dùng cho đào tạo hoạt động và "nếu-thì" phân tích.

## Nghiên cứu

### Các chương trình lớn
IntelliGridĐược tạo bởi Viện Nghiên cứu Điện lực Mỹ (EPRI), kiến trúc IntelliGrid cung cấp phương pháp, công cụ, và các khuyến nghị cho các tiêu chuẩn và công nghệ sử dụng tiện ích trong việc lập kế hoạch, quy định cụ thể, và mua sắm các hệ thống CNTT trên, chẳng hạn như đo sáng tiên tiến, tự động phân phối, và đáp ứng nhu cầu. Các kiến trúc cũng cung cấp một phòng thí nghiệm sống để đánh giá các thiết bị, hệ thống và công nghệ. Một số tiện ích đã áp dụng kiến trúc IntelliGrid bao gồm cả miền Nam California Edison, Power Authority Đảo Long, Dự án Salt River, và TXU Electric Delivery. Các IntelliGrid Consortium là một quan hệ đối tác công / tư nhân tích hợp và tối ưu hóa các nỗ lực nghiên cứu toàn cầu, công nghệ quỹ R & D, làm việc để tích hợp công nghệ, và phổ biến thông tin kỹ thuật.
Grid 2030Grid 2030 là một tuyên bố tầm nhìn chung cho các hệ thống điện của Mỹ được phát triển bởi các ngành điện, sản xuất thiết bị, cung cấp công nghệ thông tin, các cơ quan chính phủ liên bang và tiểu bang, các nhóm lợi ích, các trường đại học, và các phòng thí nghiệm quốc gia. Nó bao gồm xuất, truyền tải, phân phối, lưu trữ, và sử dụng cuối cùng Các quốc gia Cung điện Technologies Lộ trình là tài liệu thực hiện cho tầm nhìn Lưới năm 2030. Lộ trình này phác thảo những vấn đề quan trọng và thách thức cho việc hiện đại hóa lưới điện và cho thấy con đường mà chính phủ và ngành công nghiệp có thể làm để xây dựng hệ thống phân phối điện tương lai của nước Mỹ.
Sáng kiến lưới hiện đại (MGI) là một nỗ lực hợp tác giữa Bộ Năng lượng Mỹ (DOE), Phòng thí nghiệm Công nghệ Năng lượng Quốc gia (NETL), tiện ích, người tiêu dùng, các nhà nghiên cứu, và các bên liên quan khác để hiện đại hóa lưới điện và tích hợp các mạng lưới điện của Mỹ. Văn phòng DOE của điện giao hàng và năng lượng đáng tin cậy (OE) tài trợ cho các sáng kiến, trong đó xây dựng dựa trên lưới điện năm 2030 và Quốc Cung Điện Technologies Lộ trình và phù hợp với các chương trình khác như GridWise và GridWorks.
GridWiseMột chương trình DOE OE tập trung vào việc phát triển công nghệ thông tin để hiện đại hóa lưới điện của Mỹ. Làm việc với Liên minh GridWise, các chương trình đầu tư vào kiến trúc và các tiêu chuẩn truyền thông; mô phỏng và phân tích công cụ; công nghệ thông minh; thử nghiệm và dự án trình diễn; và khung pháp lý, thể chế và thị trường mới. Các GridWise Alliance là một tập đoàn của các bên liên quan ngành điện công cộng và tư nhân, cung cấp một diễn đàn để trao đổi ý tưởng, nỗ lực hợp tác, và các cuộc họp với các nhà hoạch định chính sách ở cấp liên bang và tiểu bang
Hội đồng Kiến trúc GridWise (GWAC) được thành lập bởi Bộ Năng lượng Mỹ để thúc đẩy và tạo khả năng trong nhiều thực thể tương tác với hệ thống điện của quốc gia. Các thành viên GWAC là một đội bóng cân bằng và tôn trọng đại diện cho nhiều khu vực bầu cử của các chuỗi cung ứng điện và người sử dụng. Các GWAC cung cấp hướng dẫn ngành công nghiệp và các công cụ trình bày rõ mục tiêu của khả năng tương tác giữa các hệ thống điện, xác định các khái niệm và kiến trúc cần thiết để làm cho khả năng tương tác có thể, và phát triển các bước hành động để tạo điều kiện cho các hoạt động liên của các hệ thống, thiết bị, và các tổ chức đó bao gồm các quốc gia của hệ thống điện. Các Hội đồng Kiến trúc GridWise Interoperability Context Thiết Framework, V 1.1 định nghĩa các nguyên tắc và nguyên tắc cần thiết.
GridWorksMột chương trình DOE OE tập trung vào việc cải thiện độ tin cậy của hệ thống điện thông qua các thành phần hiện đại hóa lưới điện trọng điểm như dây cáp và dây dẫn, các trạm biến áp và hệ thống bảo vệ, và điện tử công suất. Trọng tâm của chương trình bao gồm các nỗ lực phối hợp trên các hệ thống siêu dẫn nhiệt độ cao, độ tin cậy các công nghệ truyền dẫn, công nghệ phân phối điện, thiết bị lưu trữ năng lượng, và các hệ thống GridWise.
Pacific Northwest Smart Grid Demonstration Project. - Dự án này là một cuộc biểu tình trên khắp năm Pacific Northwest tuyên-Idaho, Montana, Oregon, Washington, và Wyoming. Nó liên quan đến khoảng 60.000 khách hàng theo đồng hồ, và có nhiều chức năng quan trọng của lưới điện thông minh trong tương lai.
Các thành phố năng lượng mặt trời - Ở Úc, các chương trình năng lượng mặt trời bao gồm các thành phố phối hợp chặt chẽ với các công ty năng lượng để thử nghiệm công tơ thông minh, đỉnh cao và giá cả ngoài giờ cao điểm, chuyển mạch từ xa và nỗ lực liên quan. Nó cũng cung cấp một số tài trợ hạn chế cho việc nâng cấp lưới điện

### Mô hình lưới điện thông minh
Nhiều khái niệm khác nhau đã được sử dụng để mô hình lưới điện thông minh. Chúng thường được nghiên cứu trong khuôn khổ của hệ thống phức tạp. Trong một cuộc họp tập gần đây, các điện lưới đã được xem xét trong bối cảnh điều khiển tối ưu, hệ sinh thái, nhận thức của con người, động lực thủy tinh, lý thuyết thông tin, microphysics của đám mây, và nhiều người khác. Dưới đây là một lựa chọn của các loại phân tích đã xuất hiện trong những năm gần đây.
Hệ thống bảo vệ mà xác minh và giám sát chính mình
Pelqim Spahiu và Ian R. Evans trong nghiên cứu của họ giới thiệu các khái niệm về một trạm bảo vệ dựa trên thông minh và kiểm tra lai Unit
Kuramoto dao động
Các mô hình Kuramoto là một hệ thống được nghiên cứu. Lưới điện đã được mô tả trong bối cảnh này là tốt Mục đích là để giữ cho hệ thống cân bằng, hoặc để duy trì đồng bộ giai đoạn (còn được gọi là giai đoạn khóa). Dao động không đồng nhất cũng giúp cho mô hình công nghệ khác nhau, các loại máy phát điện, hình thức tiêu dùng, và như vậy. Mô hình này cũng đã được sử dụng để mô tả các mô hình đồng bộ hóa trong nhấp nháy của đom đóm
Hệ thống sinh học
Lưới điện đã được liên quan đến các hệ thống sinh học phức tạp trong nhiều bối cảnh khác. Trong một nghiên cứu, các lưới điện đã được so sánh với cá heo mạng xã hội Những sinh vật lý hóa hoặc tăng cường thông tin liên lạc trong trường hợp của một tình huống bất thường. Các intercommunications cho phép chúng sống sót là rất phức tạp.
Cầu chì mạng ngẫu nhiên
Trong lý thuyết thấm, ngẫu nhiên cầu chì mạng đã được nghiên cứu. Các mật độ hiện tại có thể là quá thấp trong một số lĩnh vực, và quá mạnh ở những người khác. Các phân tích do đó có thể được sử dụng để làm phẳng các vấn đề tiềm năng trong mạng. Ví dụ, phân tích máy tính tốc độ cao có thể ước đoán thổi cầu chì và chính xác cho họ, hoặc phân tích các mẫu mà có thể dẫn đến mất điện. Đó là khó khăn đối với con người để dự đoán các mẫu lâu dài trong các mạng phức tạp, do cầu chì hoặc diode mạng được sử dụng để thay thế.
Mạng lưới thần kinh
Mạng lưới thần kinh đã được xem xét để quản lý lưới điện là tốt. Các tài liệu tham khảo là quá nhiều để liệt kê
Quá trình Markov
Như điện gió vẫn tiếp tục được phổ biến, nó sẽ trở thành một thành phần cần thiết trong nghiên cứu mạng lưới điện thực tế. Off-line lưu trữ, biến gió, cung, cầu, giá cả, và các yếu tố khác có thể được mô hình hóa như một trò chơi toán học. Ở đây mục đích là để phát triển một chiến lược chiến thắng. quá trình Markov đã được sử dụng để mô hình và nghiên cứu loại hệ thống này
Maximum entropy
All of these methods are, in one way or another, maximum entropy methods, which is an active area of research. This goes back to the ideas of Shannon, and many other researchers who studied communication networks. Continuing along similar lines today, modern wireless network research often considers the problem of network congestion, and many algorithms are being proposed to minimize it, including game theory, innovative combinations of FDMA, TDMA, and others.

## Kinh tế

### Triển vọng thị trường
Trong năm 2009, ngành công nghiệp điện lưới thông minh Mỹ được định giá vào khoảng $ 21400000000 - vào năm 2014, nó sẽ vượt quá 42,8 tỷ ít nhất $. Với sự thành công của lưới điện thông minh tại Mỹ, thị trường thế giới dự kiến sẽ tăng trưởng với tốc độ nhanh hơn, tăng từ $ 69300000000 trong năm 2009 để 171.400.000.000 $ vào năm 2014. Với các phân đoạn sẽ được hưởng lợi nhiều nhất sẽ được bán phần cứng đo thông minh và các nhà sản xuất phần mềm được sử dụng để truyền và tổ chức số lượng lớn các dữ liệu thu thập được bằng mét Gần đây, Diễn đàn Kinh tế Thế giới báo cáo đầu tư chuyển đổi của hơn $ 7600000000000 là cần thiết trong 25 năm tiếp theo (hoặc 300.000.000.000 $ mỗi năm) để hiện đại hóa, mở rộng, và phân cấp cơ sở hạ tầng điện với sự đổi mới kỹ thuật then chốt đối với sự biến đổi.

### Phát triển kinh tế nói chung
Khi khách hàng có thể lựa chọn các nhà cung cấp điện của họ, tùy thuộc vào phương pháp thuế quan khác nhau của họ, trọng tâm của chi phí vận chuyển sẽ được tăng lên. Giảm chi phí bảo trì và thay thế sẽ kích thích điều khiển tiên tiến hơn.
Một lưới điện thông minh chính xác giới hạn điện xuống đến cấp độ dân cư, mạng quy mô nhỏ phân tán năng lượng thế hệ và các thiết bị lưu trữ, truyền đạt thông tin về trạng thái hoạt động và nhu cầu, thu thập thông tin về giá cả và điều kiện lưới điện, lưới điện và di chuyển ngoài tầm kiểm soát tập trung sang hợp tác mạng

#### Mỹ và Anh dự toán và mối quan tâm tiết kiệm
United States Department of Energy nghiên cứu tính toán rằng hiện đại hóa nội bộ của Mỹ lưới với khả năng lưới điện thông minh sẽ lưu giữa 46 và 117 tỷ USD trong 20 năm tớ Cũng như những lợi ích hiện đại hóa công nghiệp, tính năng lưới điện thông minh có thể mở rộng hiệu quả năng lượng ngoài lưới điện vào nhà bằng cách phối hợp các thiết bị nhà ưu tiên thấp như máy nước nóng để sử dụng quyền lực của họ có lợi thế của các nguồn năng lượng hấp dẫn nhất. Mạng lưới thông minh cũng có thể phối hợp sản xuất điện từ một số lượng lớn các nhà sản xuất điện nhỏ như chủ sở hữu của các tấm năng lượng mặt trời trên mái nhà - một sự sắp xếp mà nếu không sẽ chứng minh vấn đề cho hệ thống điện vận hành tại điện lực địa phương.
Một câu hỏi quan trọng là liệu người tiêu dùng hành động để đáp ứng với các tín hiệu thị trường. Bộ Năng lượng Mỹ (DOE) như là một phần của các cuộc biểu tình và Đầu tư Grant Smart Grid Chương trình Phục hồi và Tái đầu tư Act Mỹ tài trợ đặc biệt nghiên cứu hành vi người tiêu dùng để kiểm tra việc chấp nhận, lưu giữ, và phản ứng của người tiêu dùng đăng ký các chương trình tiện ích tỷ lệ dựa trên thời gian có liên quan đến cơ sở hạ tầng đo và khách hàng các hệ thống tiên tiến như trong nhà hiển thị và điều chỉnh nhiệt giao tiếp lập trình.
Một vấn đề nữa là chi phí viễn thông để hỗ trợ đầy đủ mạng lưới thông minh có thể được ngăn cấm. Một cơ chế truyền thông ít tốn kém được đề xuất sử dụng một hình thức " quản lý nhu cầu năng động ", nơi các thiết bị cạo đỉnh bằng cách chuyển tải của họ để phản ứng với tần số lưới. Tần số lưới điện có thể được sử dụng để truyền đạt thông tin mà không cần phải tải về một mạng viễn thông khác, nhưng nó sẽ không hỗ trợ thương lượng kinh tế hoặc định lượng đóng góp.
Mặc dù có rất cụ thể và chứng minh các công nghệ lưới điện thông minh trong sử dụng, lưới điện thông minh là một thuật ngữ tổng hợp cho một tập hợp các công nghệ liên quan mà trên đó một đặc điểm kỹ thuật thường được đồng ý, chứ không phải là một tên cho một công nghệ cụ thể. Một số lợi ích của một mạng lưới điện hiện đại này bao gồm khả năng để giảm tiêu thụ điện năng ở phía người tiêu dùng trong giờ cao điểm, được gọi là quản lý mặt cầu; cho phép kết nối lưới điện của hệ phân phối điện (với mảng quang điện, nhỏ tua-bin gió, thủy điện nhỏ, hoặc thậm chí nhiệt điện kết hợp máy phát điện trong các tòa nhà); kết hợp lưu trữ năng lượng lưới điện phân phối cho cân bằng tải hệ; và loại bỏ hoặc có chứa những thất bại như lan rộng lưới điện cascading thất bại. Việc tăng cường tính hiệu quả và độ tin cậy của lưới điện thông minh dự kiến sẽ tiết kiệm tiền và giúp người tiêu dùng giảm CO 2 phát thải.

## Đối lập và mối quan tâm
Hầu hết các phản đối và quan tâm tập trung vào đo thông minh và các mặt hàng (như điều khiển từ xa, ngắt kết nối từ xa, và giá cả lãi suất thay đổi) được kích hoạt bởi chúng. Trường hợp đối lập để đo thông minh đang gặp phải, họ thường được quảng cáo là "mạng lưới thông minh" kết nối lưới điện thông minh để đo thông minh trong con mắt của các đối thủ. Điểm cụ thể của đối lập hoặc mối quan tâm bao gồm:
- mối quan tâm của người tiêu dùng về tính riêng tư, ví dụ như sử dụng các dữ liệu sử dụng bởi thực thi pháp luật
- mối quan tâm của xã hội về "công bằng" có điện
- lo ngại rằng hệ thống tỷ phức tạp (ví dụ như tỷ lệ biến) loại bỏ sự rõ ràng và trách nhiệm giải trình, cho phép các nhà cung cấp để tận dụng lợi thế của khách hàng
- quan tâm hơn từ xa kiểm soát được "kill switch" tích hợp vào hầu hết các công tơ thông minh
- mối quan tâm của xã hội về Enron phong cách lạm dụng đòn bẩy thông tin
- lo ngại cho các cơ chế chính phủ để kiểm soát việc sử dụng của tất cả các hoạt động sử dụng năng lượng
- lo ngại về lượng khí thải từ RF đo thông minh

### An ninh
Với sự ra đời của tội phạm mạng cũng có mối quan tâm về sự an toàn của các cơ sở hạ tầng, chủ yếu là công nghệ thông tin liên lạc liên quan. Mối quan tâm chủ yếu xoay quanh các công nghệ thông tin liên lạc tại trung tâm của lưới điện thông minh. Được thiết kế để cho phép thực thời gian tiếp xúc giữa các tiện ích và mét trong nhà và doanh nghiệp của khách hàng, có một nguy cơ là những khả năng có thể được khai thác để hành động hình sự hoặc thậm chí khủng bố. Một trong những khả năng quan trọng của kết nối này là khả năng từ xa tắt nguồn điện, cho phép các tiện ích để nhanh chóng và dễ dàng chấm dứt hoặc thay đổi nguồn cung cấp cho các khách hàng mặc định về thanh toán. Điều này chắc chắn là một lợi ích lớn cho các nhà cung cấp năng lượng, nhưng cũng đặt ra một số vấn đề bảo mật quan trọng. Tội phạm mạng đã thâm nhập vào mạng lưới điện của Mỹ trước nhiều lần.. Ngoài xâm nhập máy tính, cũng có những lo ngại rằng máy tính của phần mềm độc hại như Stuxnet, nhắm vào các hệ thống SCADA được sử dụng rộng rãi trong các ngành công nghiệp, có thể được sử dụng để tấn công một mạng lưới điện thông minh.

## Những thách thức khác để áp dụng
Trước khi một tiện ích cài đặt một hệ thống đo lường tiên tiến, hoặc bất kỳ loại hệ thống thông minh, nó phải làm cho một trường hợp kinh doanh cho đầu tư. Một số thành phần, như ổn định hệ thống điện (PSS) cài đặt trên máy phát điện là rất tốn kém, đòi hỏi phải tích hợp phức tạp trong hệ thống điều khiển của lưới điện, cần thiết chỉ trong trường hợp khẩn cấp, nhưng chỉ có hiệu quả nếu các nhà cung cấp khác trên mạng có chúng. Nếu không có bất kỳ sự khuyến khích để cài đặt chúng, các nhà cung cấp điện không Hầu hết các tiện ích tìm thấy nó khó khăn để biện minh cho việc cài đặt một cơ sở hạ tầng thông tin liên lạc cho một ứng dụng duy nhất (ví dụ: đồng hồ đọc). Bởi vì điều này, một tiện ích thường phải xác định một số ứng dụng mà sẽ sử dụng cơ sở hạ tầng thông tin liên lạc tương tự - ví dụ, đọc một mét, giám sát chất lượng điện năng, kết nối từ xa và ngắt kết nối của khách hàng, cho phép đáp ứng nhu cầu, vv Lý tưởng nhất, các cơ sở hạ tầng thông tin liên lạc sẽ không chỉ hỗ trợ các ứng dụng trong ngắn hạn, nhưng các ứng dụng không lường trước được rằng sẽ phát sinh trong tương lai. Các hành động pháp lý hoặc lập pháp cũng có thể lái các tiện ích để thực hiện các mảnh vỡ của một lưới điện thông minh câu đố. Mỗi tiện ích có một bộ duy nhất của doanh nghiệp, quy định và trình điều khiển lập pháp mà hướng dẫn các khoản đầu tư của mình. Điều này có nghĩa rằng mỗi tiện ích sẽ có một con đường khác nhau để tạo ra lưới điện thông minh của họ và các tiện ích khác nhau sẽ tạo lưới điện thông minh ở tỷ lệ áp dụng khác nhau.
Một số tính năng của lưới điện thông minh vẽ phản đối từ các ngành công nghiệp như hiện nay, hoặc hy vọng sẽ cung cấp dịch vụ tương tự. Một ví dụ là sự cạnh tranh với các nhà cung cấp truyền hình cáp và DSL Internet từ băng thông rộng thông qua truy cập internet powerline. Các nhà cung cấp hệ thống điều khiển SCADA cho lưới đã cố tình thiết kế độc quyền của phần cứng, các giao thức và phần mềm để họ có thể không hoạt động cùng với các hệ thống khác để buộc khách hàng của mình cho các nhà cung cấp.

## Triển khai và thử nghiệm
Enel. Sớm nhất, và một trong những lớn nhất, ví dụ về một lưới điện thông minh là hệ thống được cài đặt bởi người Ý Enel SpA của Ý. Hoàn thành vào năm 2005, các dự án Telegestore là rất bất thường trong thế giới tiện ích do công ty thiết kế và sản xuất mét riêng của họ, hành động như tích hợp hệ thống riêng của họ, và phát triển phần mềm hệ thống của mình. Các dự án Telegestore được coi là người đầu tiên sử dụng quy mô thương mại của công nghệ lưới điện thông minh đến nhà, và cung cấp tiết kiệm hàng năm là 500 triệu euro tại một chi phí dự án là 2,1 tỷ euro.
Vụ Năng lượng Mỹ - Dự án lưới điện thông minh ARRA : Một trong những chương trình triển khai lớn nhất trên thế giới để cập nhật được các Dept. Mỹ của Chương trình lưới điện Smart Energy của tài trợ bởi Đạo luật năm 2009. Chương trình này Mỹ phục hồi và Tái đầu tư phù hợp với yêu cầu tài trợ từ tiện ích cá nhân. Tổng cộng có hơn 9 tỷ đô la / Công quỹ tư nhân được đầu tư như một phần của chương trình này. Cơ sở hạ tầng bao gồm các công nghệ nâng cao Metering, trong đó có hơn 65 triệu chi tiết Meters "thông minh", giao diện khách hàng hệ thống, phân phối & Substation Automation, Volt / VAR Tối ưu hóa hệ thống, hơn 1.000 Synchrophasors, Dynamic Dòng Đánh giá, dự án an Cyber, Hệ thống quản lý phân phối nâng cao, năng lượng lưu trữ hệ thống, và tái tạo các dự án tích hợp năng lượng. Chương trình này bao gồm tài trợ đầu tư (hợp), dự án trình diễn, người tiêu dùng chấp nhận nghiên cứu, và lực lượng lao động chương trình giáo dục. Các báo cáo từ tất cả các chương trình tiện ích cá nhân cũng như các báo cáo tác động tổng thể sẽ được hoàn thành vào quý II năm 2015.
Austin, Texas. Tại Mỹ, các thành phố Austin, Texas đã được làm việc xây dựng lưới điện thông minh của nó kể từ năm 2003, khi tiện ích của nó đầu tiên thay thế 1/3 mét hướng dẫn của nó với công tơ thông minh rằng giao tiếp thông qua một dây mạng lưới. Nó hiện đang quản lý 200.000 thiết bị thời gian thực (đo thông minh, máy điều nhiệt thông minh, và các cảm biến trên toàn khu vực dịch vụ của nó), và dự kiến sẽ được hỗ trợ 500.000 thiết bị thời gian thực trong năm 2009 phục vụ 1 triệu người tiêu dùng và 43.000 doanh nghiệp.
Boulder, Colorado hoàn thành giai đoạn đầu tiên của dự án lưới điện thông minh của mình vào tháng 8 năm 2008. Cả hai hệ thống sử dụng đồng hồ thông minh như một cửa ngõ vào tự động hóa nhà mạng (HAN) điều khiển ổ cắm thông minh và các thiết bị. Một số nhà thiết kế HAN lợi tách chức năng điều khiển từ đồng hồ, ra khỏi mối quan tâm của sự không phù hợp trong tương lai với các tiêu chuẩn mới và các công nghệ có sẵn từ các mảng kinh doanh di chuyển nhanh chóng của các thiết bị điện tử gia đình.
Hydro One, ở Ontario, Canada là ở giữa một quy mô lớn chủ động Lưới điện thông minh, triển khai cơ sở hạ tầng tiêu chuẩn phù hợp các thông tin từ Trilliant. Đến cuối năm 2010, hệ thống sẽ phục vụ 1,3 triệu khách hàng ở tỉnh Ontario. Các sáng kiến giành giải thưởng "Sáng kiến AMR nhất ở Bắc Mỹ" giải thưởng của Mạng Kế hoạch Utility
Các thành phố Mannheim ở Đức đang sử dụng thời gian thực Broadband Powerline (BPL) thông tin liên lạc trong Mô hình thành phố Mannheim "MOMA" dự án của mình.
Adelaide ở Úc cũng có kế hoạch để thực hiện một mạng lưới điện thông minh Lưới màu xanh lá cây bản địa trong việc tái phát triển Tonsley Park
Sydney ở còn ở Úc, trong quan hệ đối tác với Chính phủ Australia đã thực hiện Lưới điện thông minh, chương trình Thành phố thông minh
Évora. InovGrid là một dự án sáng tạo trong Évora, Bồ Đào Nha nhằm mục đích trang bị cho các lưới điện với các thông tin và các thiết bị tự động hóa quản lý lưới điện, nâng cao chất lượng dịch vụ, giảm chi phí hoạt động, phát huy hiệu quả năng lượng và môi trường bền vững, và tăng sự xâm nhập của các nguồn năng lượng tái tạo và các loại xe điện. Nó sẽ có thể kiểm soát và quản lý trạng thái của lưới điện phân phối toàn bộ tại bất kỳ nhất định, cho phép các nhà cung cấp và các công ty dịch vụ năng lượng để sử dụng nền tảng công nghệ này để cung cấp cho người tiêu dùng thông tin và các sản phẩm và dịch vụ năng lượng giá trị gia tăng. Dự án này để cài đặt một mạng lưới năng lượng thông minh đặt Bồ Đào Nha và EDP ở rìa cắt của đổi mới công nghệ và cung cấp dịch vụ ở châu Âu.
Năng lượng E - Trong cái gọi là E-Năng lượng dự án nhiều tiện ích. Đức đang tạo Hạch nhân đầu tiên trong sáu khu vực mô hình độc lập. Một cuộc cạnh tranh công nghệ xác định mô hình này vùng để thực hiện các hoạt động nghiên cứu và phát triển với mục tiêu chính để tạo ra một "Internet của năng lượng."
Massachusetts. OMột trong những cố gắng triển khai đầu tiên của "mạng lưới thông minh" công nghệ trong nước Mỹ đã bị từ chối trong năm 2009 của điện điều chỉnh trong Khối thịnh vượng chung của Massachusetts, một bang của Hoa Kỳ. Theo một bài viết trên Boston Globe, Đông Bắc Tiện ích ' Tây Massachusetts Công ty điện công ty con thực sự cố gắng để tạo ra một chương trình "lưới điện thông minh" sử dụng các khoản trợ cấp nào đó sẽ chuyển sang thu nhập thấp cho khách hàng từ trả sau phải trả tiền trước thanh toán (sử dụng " thẻ thông minh ") ngoài đặc biệt leo" cao cấp "giá điện sử dụng trên một số tiền định trước. Kế hoạch này đã bị bác bỏ bởi nhà quản lý vì nó "làm xói mòn quan trọng bảo vệ cho người thu nhập thấp với khách hàng shutoffs ". Theo Boston Globe, kế hoạch " bất công nhắm mục tiêu khách hàng có thu nhập thấp và phá vỡ luật Massachusetts có nghĩa là để giúp đấu tranh người tiêu dùng giữ cho đèn sáng ". Một phát ngôn viên cho một tổ chức môi trường ủng hộ kế hoạch lưới điện thông minh và nói trên Western Massachusetts 'Electric của "mạng lưới thông minh" kế hoạch, cụ thể, tuyên bố: "Nếu sử dụng đúng cách, lưới điện thông minh công nghệ có rất nhiều tiềm năng cho nhu cầu cao điểm giảm, mà sẽ cho phép chúng tôi đóng cửa một số nhà máy lâu đời nhất, bẩn nhất quyền lực... Đó là một công cụ. " 
The eEnergy Vermont consortium is a US statewide initiative in Vermont, funded in part through the American Recovery and Reinvestment Act of 2009, in which all of the electric utilities in the state have rapidly adopted a variety of Smart Grid technologies, including about 90% Advanced Metering Infrastructure deployment, and are presently evaluating a variety of dynamic rate structures.
Tại Hà Lan một dự án quy mô lớn (> 5000 kết nối,> 20 đối tác) được thực hiện để chứng minh các công nghệ tích hợp thông minh lưới, dịch vụ và các trường hợp kinh doanh..</ref>

### Thử nghiệm

#### Trung Quốc
Thị trường lưới điện thông minh ở Trung Quốc được ước tính là $ 22300000000 với mức tăng trưởng dự kiến $ 61400000000 năm 2015. Honeywell đang phát triển một ứng nhu cầu thí điểm và nghiên cứu khả thi cho Trung Quốc với các lưới Corp Nhà nước. Trung Quốc sử dụng các OpenADR tiêu chuẩn đáp ứng nhu cầu. The State Grid Corp, Học viện Khoa học Trung Quốc, và General Electric có ý định làm việc cùng nhau để phát triển các tiêu chuẩn cho việc triển khai lưới điện thông minh của Trung Quốc

#### Vương quốc Anh
Các OpenADR tiêu chuẩn đã được chứng minh ở Bracknell, Anh, nơi đỉnh cao sử dụng trong các tòa nhà thương mại giảm 45 phần trăm. Như một kết quả của các thí điểm, Scotland và Nam Năng lượng (SSE) cho biết nó sẽ kết nối lên đến 30 tòa nhà thương mại và công nghiệp ở Thames Valley, phía tây London, một đáp ứng nhu cầu của chương trình

#### Hoa Kỳ
Trong năm 2009, Bộ Năng lượng Mỹ trao một khoản trợ cấp $ 11 triệu Southern California Edison và Honeywell cho một đáp ứng nhu cầu chương trình tự động chuyển xuống sử dụng năng lượng trong giờ cao điểm để tham gia khách hàng công nghiệp. Bộ Năng lượng trao $ 11.400.000 cấp để Honeywell để thực hiện các chương trình sử dụng các tiêu chuẩn OpenADR
Hawaiian Electric Co (HECO) đang thực hiện một dự án thí điểm hai năm để kiểm tra khả năng của một chương trình ADR để đáp ứng các intermittence năng lượng gió. Hawaii có một mục tiêu để có được 70 phần trăm năng lượng từ các nguồn năng lượng tái tạo vào năm 2030. HECO sẽ cung cấp cho khách hàng ưu đãi để giảm điện năng tiêu thụ trong vòng 10 phút của một thông báo

## Hướng dẫn, tiêu chuẩn và các nhóm người sử dụng
Một phần của Sáng kiến Lưới điện thông minh IEEE, IEEE 2.030,2 đại diện cho một phần mở rộng của các công việc nhằm vào các hệ thống lưu trữ tiện ích cho mạng lưới truyền tải và phân phối. Các IEEE P2030 nhóm hy vọng sẽ cung cấp đầu năm 2011 một tập hợp bao quát các hướng dẫn trên giao diện lưới điện thông minh. Các hướng dẫn mới sẽ bao gồm các khu vực bao gồm cả pin và siêu tụ điện cũng như bánh đà. Nhóm cũng đã tách ra một nỗ lực 2.030,1 soạn thảo hướng dẫn cho việc tích hợp các phương tiện điện vào lưới điện thông minh.
IEC TC57 đã tạo ra một gia đình của các tiêu chuẩn quốc tế có thể được sử dụng như là một phần của lưới điện thông minh. Các tiêu chuẩn này bao gồm IEC61850 là một kiến trúc cho tự động hóa trạm, và IEC 61970/61968 - Thông tin mẫu chung (CIM). Các CIM cung cấp cho ngữ nghĩa thông thường được sử dụng để chuyển dữ liệu thành thông tin.
OpenADR là một tiêu chuẩn mã nguồn mở thông lưới điện thông minh được sử dụng cho các ứng dụng đáp ứng nhu cầu Nó thường được sử dụng để gửi thông tin và tín hiệu gây ra điện năng lượng bằng cách sử dụng các thiết bị được tắt trong các thời kỳ nhu cầu cao hơn.
MultiSpeak đã tạo ra một đặc điểm kỹ thuật có hỗ trợ chức năng phân phối của lưới điện thông minh. MultiSpeak có một tập hợp mạnh mẽ của các định nghĩa tích hợp hỗ trợ gần như tất cả các giao diện phần mềm cần thiết cho một tiện ích phân phối hoặc cho phần phân phối của một tiện ích được tích hợp theo chiều dọc. Hội nhập MultiSpeak được xác định bằng cách sử dụng ngôn ngữ đánh dấu mở rộng (XML) và các dịch vụ web.
IEEE đã tạo ra một tiêu chuẩn để hỗ trợ synchrophasors -. C37.118
Các UCA International User Group thảo luận và hỗ trợ kinh nghiệm thực tế của các tiêu chuẩn được sử dụng trong lưới điện thông minh.
Một nhóm nhiệm vụ công ích trong LONmark International quyết các vấn đề liên quan đến lưới điện thông minh.
Có một xu hướng ngày càng tăng đối với việc sử dụng các giao thức TCP / IP công nghệ như là một nền tảng truyền thông phổ biến cho các ứng dụng đồng hồ thông minh, vì vậy mà những dịch vụ có thể triển khai nhiều hệ thống thông tin liên lạc, trong khi sử dụng công nghệ IP như là một nền tảng quản lý thông thường
IEEE P2030 là một IEEE dự án phát triển một "Hướng dẫn dự thảo cho Smart Grid tác với nhau của công nghệ năng lượng Công nghệ thông tin và hoạt động với hệ thống điện lực (EPS), và End-Sử dụng các ứng dụng và tải".
NIST đã bao gồm ITU-T G.hn là một trong những "tiêu chuẩn xác định cho thực hiện" cho Lưới điện thông minh "mà họ tin rằng có sự nhất trí các bên liên quan mạnh mẽ". G.hn là tiêu chuẩn cho truyền thông tốc độ cao trên điện đường dây, đường dây điện thoại và cáp đồng trục.
OASIS EnergyInterop '- Một ủy ban kỹ thuật OASIS phát triển các tiêu chuẩn XML cho interoperation năng lượng. Điểm khởi đầu của nó là tiêu chuẩn California OpenADR.
Theo Đạo luật độc lập năng lượng và an ninh năm 2007 (EISA), NIST có trách nhiệm giám sát việc xác định và lựa chọn của hàng trăm tiêu chuẩn sẽ được yêu cầu để thực hiện các lưới điện thông minh ở Mỹ Các tiêu chuẩn này sẽ được giới thiệu bởi NIST cho Năng lượng Liên bang quy định Ủy ban (FERC). Công trình này đã bắt đầu, và các tiêu chuẩn đầu tiên đã được lựa chọn để đưa vào Smart Grid Danh mục của NIST. Tuy nhiên, một số nhà bình luận đã cho rằng những lợi ích mà có thể được thực hiện từ Smart Grid chuẩn hóa có thể bị đe dọa bởi một số lượng ngày càng tăng của các bằng sáng chế độ che phủ Smart Grid kiến trúc và công nghệ. Nếu các bằng sáng chế bao gồm các yếu tố tiêu chuẩn hóa lưới điện thông minh không được tiết lộ cho đến khi công nghệ được phân phối rộng rãi trên toàn mạng ("khóa-in"), sự gián đoạn đáng kể có thể xảy ra khi chủ sở hữu bằng sáng chế tìm kiếm để thu tiền thuê ngoài dự kiến từ các phân đoạn lớn của thị trường